# Wilhelm Hasse
Wilhelm Hasse (Neiße, 24 novembre 1894 – Písek, 21 maggio 1945) è stato un generale tedesco durante la seconda guerra mondiale.
Durante la seconda guerra mondiale, ebbe il comando della 17. Armee ricevendo per il valore dimostrato la croce di cavaliere dell'Ordine della Croce di Ferro con fronde di quercia. Wilhelm Hasse venne ferito nel maggio del 1945 e quindi catturato dalle truppe sovietiche che avanzavano verso la Germania. Morì in prigionia il 21 maggio 1945 a causa delle ferite riportate nel campo di prigionia di Písek.